# Scream (álbum de Michael Jackson)
Scream é um álbum de compilação do cantor norte americano Michael Jackson, lançado oficialmente em 29 de setembro de 2017,
pela gravadora Epic. Este é o décimo primeiro álbum lançado desde a Morte de Jackson, ocorrida em 2009.

## Antecedentes
Em 6 de setembro de 2017, uma amostra de 17 segundos foi lançado nas páginas oficiais de Michael Jackson no Facebook, Vevo e YouTube, logo após a versão em 3D do curta-metragem de 1983 "Thriller" ter estreado em Veneza, na Itália. Mais tarde naquele dia, o álbum foi classificado como um "álbum de Halloween" com canções de temas misteriosos.
A faixa "Blood On The Dance Floor X Dangerous (The White Panda Mash-Up)", foi disponibilizada para compra em formato digital, em 6 de setembro de 2017. Outra faixa, "Thriller" (Steve Aoki Midnight Hour Remix)", também foi disponibilizada para download nas plataformas digitais, em 29 de setembro de 2017. No entanto, este remix não foi incluído na lista de canções do álbum.

## Lista de faixas
| Edição padrão |                                                   | |         |  |
| N.º           | Título                                            | Compositor(es)                                                                                              | Duração |  |
| 1.            | "This Place Hotel" (The Jacksons)                 | Michael Jackson                                                                                             | 5:43    |  |
| 2.            | "Thriller"                                        | Rod Temperton                                                                                               | 5:58    |  |
| 3.            | "Blood on the Dance Floor"                        | Michael Jackson Teddy Riley                                                                                 | 4:13    |  |
| 4.            | "Somebody's Watching Me" (Rockwell)               | Kennedy Gordy                                                                                               | 3:57    |  |
| 5.            | "Dirty Diana"                                     | Michael Jackson                                                                                             | 4:40    |  |
| 6.            | "Torture" (The Jacksons)                          | Jackie Jackson Kathleen Wakefield                                                                           | 4:53    |  |
| 7.            | "Leave Me Alone"                                  | Michael Jackson                                                                                             | 4:39    |  |
| 8.            | "Scream" (com Janet Jackson)                      | Michael Jackson Janet Jackson James Harris III Terry Lewis                                                  | 4:37    |  |
| 9.            | "Dangerous"                                       | Michael Jackson Bill Bottrell Teddy Riley                                                                   | 6:58    |  |
| 10.           | "Unbreakable" (com part. de The Notorious B.I.G.) | Michael Jackson Rodney Jerkins Fred Jerkins III LaShawn Daniels Nora Payne Robert Smith Christopher Wallace | 6:25    |  |
| 11.           | "Xscape"                                          | Michael Jackson Rodney Jerkins Fred Jerkins III LaShawn Daniels                                             | 4:05    |  |
| 12.           | "Threatened"                                      | Michael Jackson Rodney Jerkins Fred Jerkins III LaShawn Daniels                                             | 4:19    |  |
| 13.           | "Ghosts"                                          | Michael Jackson Teddy Riley                                                                                 | 5:13    |  |

| Faixa bônus    |                                                                  |                                                                        |         |  |
| N.º            | Título                                                           | Compositor(es)                                                         | Duração |  |
| 14.            | "Blood On The Dance Floor X Dangerous (The White Panda Mash-Up)" | Michael Jackson Bill Bottrell Teddy Riley James Harris III Terry Lewis | 3:38    |  |
| Duração total: | Duração total:                                                   | Duração total:                                                         | 69:25   |  |

- A faixa 14 contém vocais e elementos musicais de "Blood on the Dance Floor", "Dangerous", "This Place Hotel", "Is It Scary" e "Leave Me Alone".[3]